# Bangana behri
Bangana behri е вид лъчеперка от семейство Шаранови (Cyprinidae). Видът е уязвим и сериозно застрашен от изчезване.

## Разпространение
Разпространен е във Виетнам, Камбоджа, Китай (Юннан), Лаос и Тайланд.

## Описание
На дължина достигат до 60 cm.
Популацията на вида е намаляваща.